# Archos

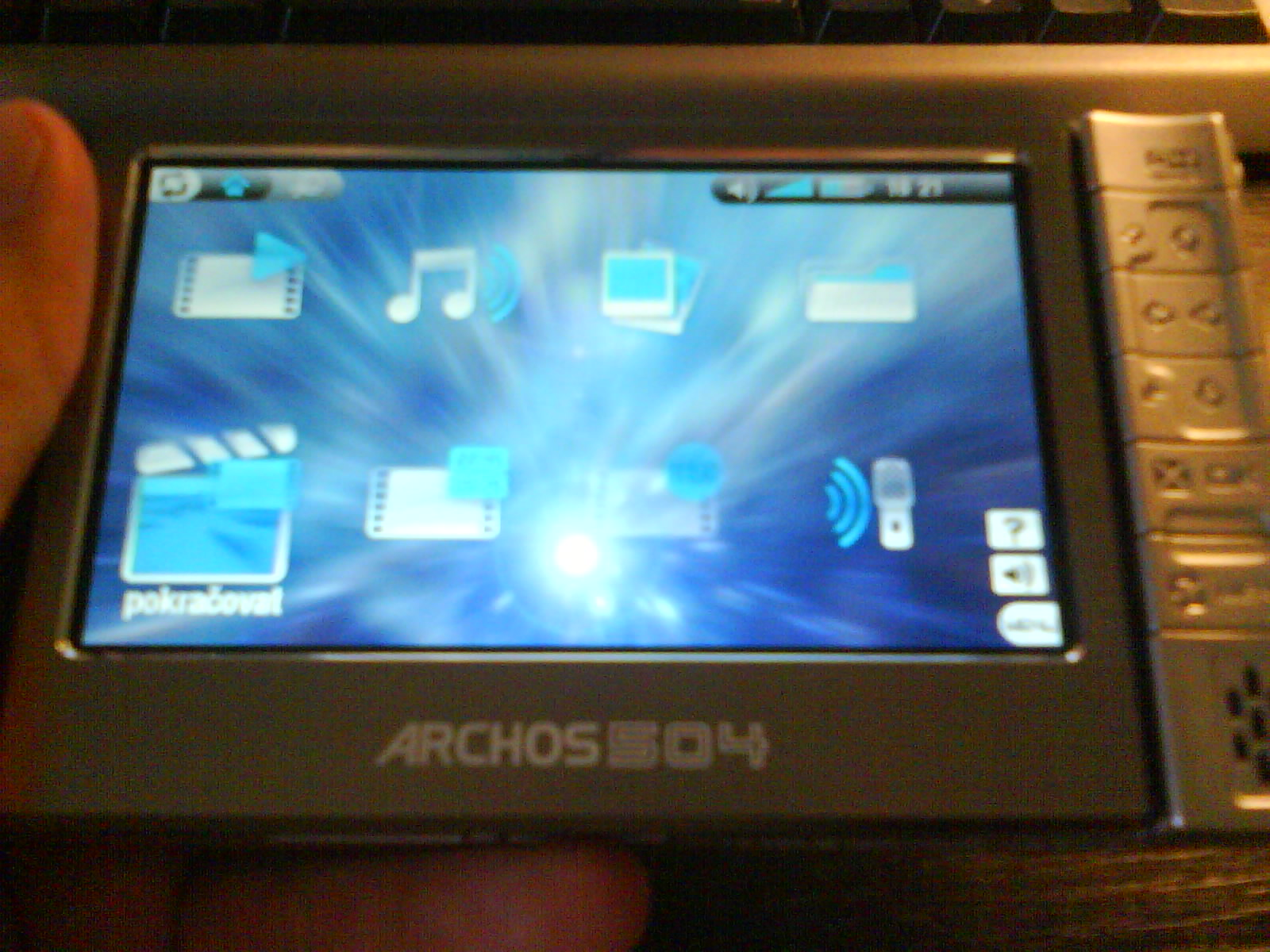
Archos 504

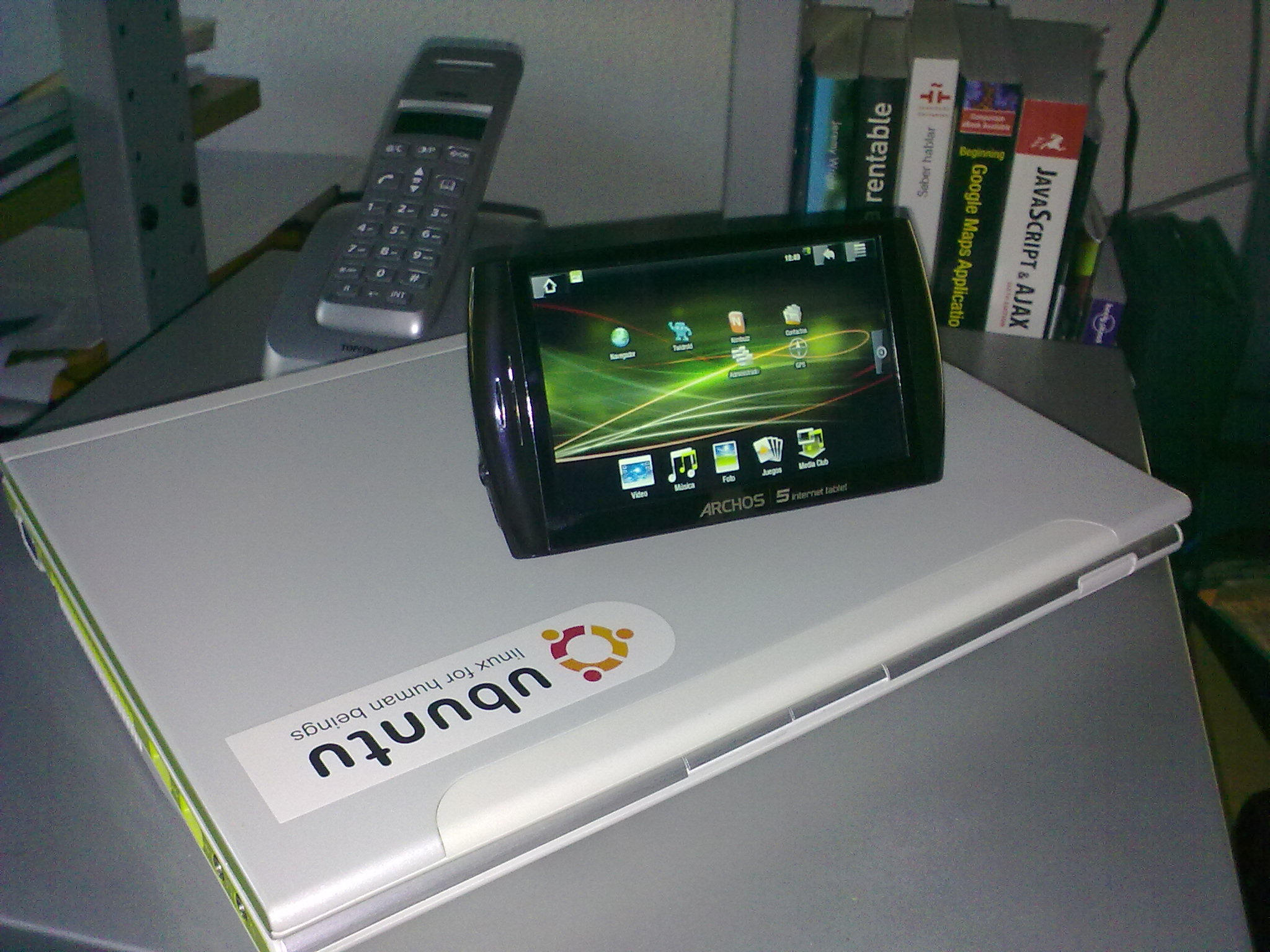
Archos 5 Internet tablet

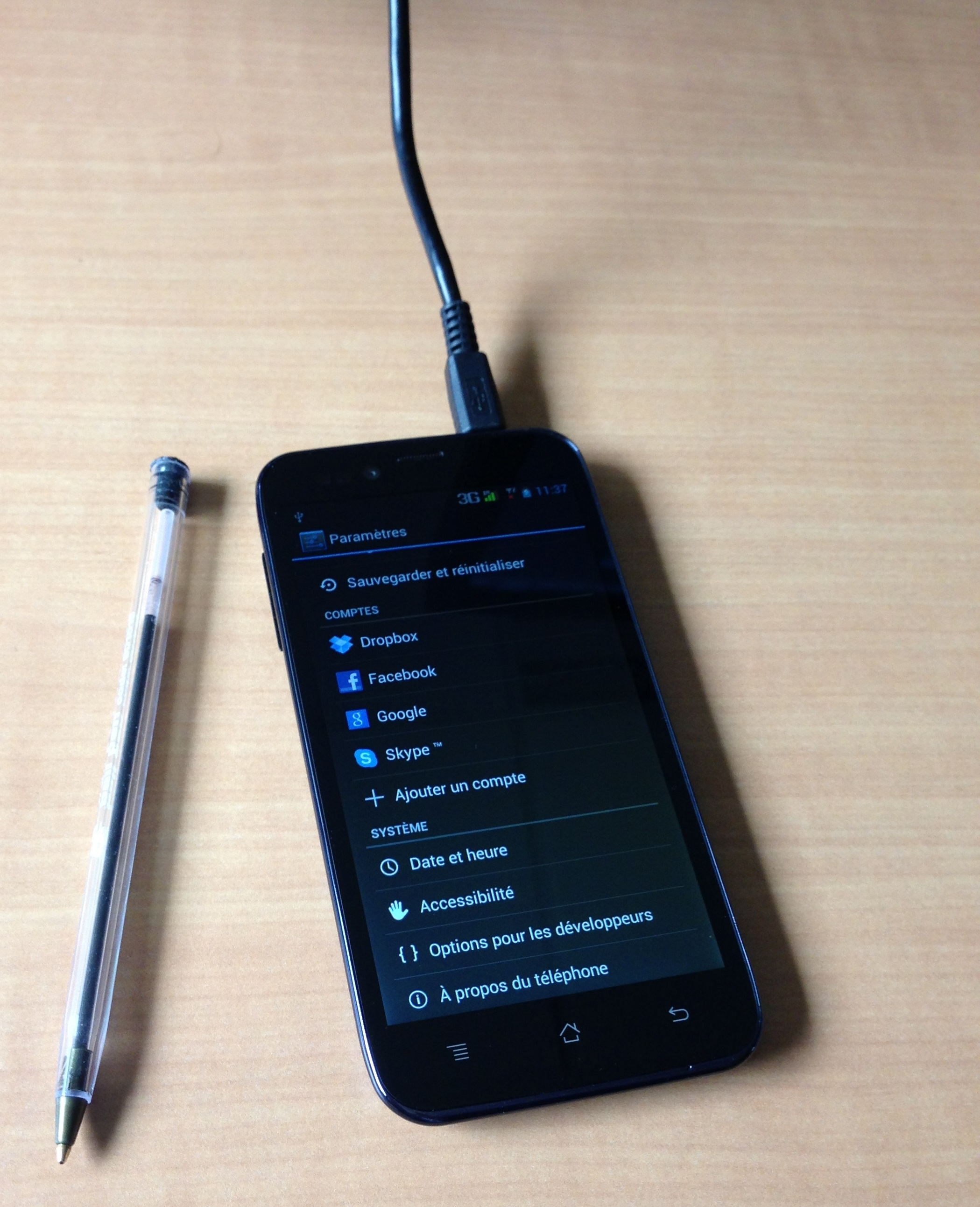
Archos 50 Platinium

Archos ( estilizado como ARCHOS ) es una compañía francesa de electrónica de consumo fundada en 1988 por Henri Crohas. El nombre es un anagrama del apellido Crohas y también en griego es el "maestro" ( αρχος ). El lema de la compañía se ha actualizado de "pensar en más pequeño" hasta On The Go y al actual "entretenimiento a tu manera".
Archos es una empresa que diseña y vende productos de electrónica de consumo, incluidos reproductores de música digital, grabadoras de video digital, asistentes digitales personales, netbooks , tabletas (Android y Windows) y teléfonos inteligentes con Android. Su principal mercado es Francia, al igual que sus competidores Echo Mobiles y Wiko.
La empresa tiene su sede en Igny, en el clúster industrial tecnológico de París-Saclay y cotiza en Euronext Paris.

## Fechas clave
- 2000  : Creación del primer Reproductor de audio digital, el Jukebox 6000
- 2010  : Superación del millón de tabletas vendidas (Archos 7HT, 8HT, 5IT, 70IT, 101IT)
- 2013  : Lanzamiento de una gama de teléfonos inteligentes con sistema operativo Android

## Productos

### Periféricos paraCommodore Amiga
En la década de los 90 Archos lanza diferentes periféricos para los ordenadores Amiga
- Archos ColorMaster: tarjeta gráfica para el Commodore Amiga 500 que aumentaba la cantidad de colores que se podían mostrar en la pantalla.[6] Mediante adaptadores se puede usar en los Commodore Amiga 2000 y Commodore Amiga 4000[7]
- Archos Dual Video Port:  es una placa que agrega un segundo puerto de video RGB al Commodore Amiga 4000. Se fija en la ranura de video.[8]
- Archos Avideo24: es una tarjeta gráfica para Amiga 3000.[9]
- Archos Overdrive: es un disco duro externo para Amiga 600 y Amiga 1200 por interfaz PCMCIA.[10][11][12]
- Archos Overdrive CD: es una unidad de CD-ROM externo para Amiga 600 y Amiga 1200 por interfaz PCMCIA.[13]
- Archos Amen32: era una tarjeta de expansión de memoria RAM para el Amiga 1200. También proporcionó un zócalo para una FPU.[14]
- Archos Add500 y Archos Add2000 : eran controladores SCSI con expansión FAST RAM para Amiga 500 y Amiga 2000 respectivamente.[15][16][17]

### Teléfonos inteligentes
En mayo de 2013, Archos sacó a la venta tres teléfonos inteligentes que cuentan con Android Jelly Bean: Carbono 35, Archos Platinium 50 y Archos Platinium 53. Estos dos últimos varían en la pantalla ( 5 y 5,3 respectivamente) y en la batería (2.000 mAh y 2.800 mAh respectivamente) por lo demás son idénticos. Cuentan ambos con 1GB de RAM, 4GB de ROM, 4 núcleos, cámara principal de 8 mpx y cámara frontal de 2 mpx entre otros. Su precio  ronda los 200 y 270 euros respectivamente.
Desde su anuncio en abril de 2013, la empresa ha ofrecido varias gamas de Teléfonos inteligentes :
- La gama Platinum, posicionada en el segmento de la gama media. Incluye tres terminales: el Archos 45 Platinum (desde octubre de 2013),[18] Archos Platinium 50 (desde principios de junio de 2013) y Archos Platinium 53 disponible desde julio de 2013). Todos con Android Jelly Bean 4.2.2 y microprocesador Qualcomm Snapdragon S4 Play MSM8225Q

- La gama Titanium incluye 4 teléfonos inteligentes con Android Jelly Bean 4.2.2: Archos 40 Titanium, el Archos 45 Titanium, el Archos 50 Titanium y el Archos 53 Titanium[19]

- El Archos Oxygen, modelo de gama alta de Archos, presentado en la feria Internationale Funkausstellung Berlin de 2013.

- La gama Helium 4G, que permite el uso de la red 4G, con Archos 45 Helium 4G y Archos 50 Helium 4G.[20] Desde julio de 2015, la gama se ha ampliado con el Archos 55, Helium+.

- Se anunció un teléfono inteligente básico de 3,5 pulgadas con un precio de alrededor  de 89 €, el Archos 35 Carbon, pero finalmente nunca se lanzó.[21]

- Archos produce para el Grupo Decathlon el Quechua Phone 5 comercializado desde el 5 de diciembre de 2013.[22][23][24]
- Desde junio de 2017, Archos ofrece 4 modelos de Nubia Technology bajo los nombres Alpha, Alpha+, Gamma y Omega para la gama Diamond.
- También desde junio de 2017, las gamas de Archos son Access, Core, Sense y Diamond.

### Tabletas

#### Generación 7

##### Archos 5 Home Tablet
En septiembre de 2009 Archos anunció el Archos 5 Internet Tablet. Como extensión del Archos 5, esta tableta de Internet utilizar el sistema operativo para móviles Android.
Especificaciones:
- Procesador basado en ARM Cortex-A8, de 32 bits, edición doble, núcleo superescalar @ 800 MHz
- 256 MB de RAM
- 4.8 "de pantalla, resolución 800x480
- Reproducción de vídeo
- Reproducción de música
- Almacenamiento: 8 o 32 GB de memoria flash + ranura microSD (compatible con SDHC) o 160-500 GB de 2,5 "disco duro (sistema de archivos ext3)
- GPS incorporado
- Bluetooth 2.0
- Radio FM

##### Serie Archos 7 Home Tablet
Tableta de 7 pulgadas (17,8 cm) que utiliza el sistema operativo Android de Google para móviles.
|                                  | V1             | V2             | 7c             |
| -------------------------------- | -------------- | -------------- | -------------- |
| Fecha de lanzamiento             | 2010.05        | 2010.12        | 2011.05        |
| Versión Android                  | 1.5            | 2.1            | 2.1            |
| ARM 9 CPU de Rockchip            | RK2808 600 MHz | RK2818 800 MHz | RK2818 800 MHz |
| RAM                              | 128 MB         | 128 MB         | 128 MB         |
| Almacenamiento interno integrado | 2 u 8 GB       | 8 GB           | 8 GB           |
| Acelerómetro                     | No             | Sí             | Sí             |
|                                  |                |                |                |

Todas las versiones:
- Android 1.5
- Pantalla de 7" , resolución de 800x480 .
- Reproducción de vídeo.
- Reproducción de música.
- WIFI 802.11 G .
- Almacenamiento: Puerto microSD para tarjetas de hasta 32 GB.

##### Archos 8 Home Tablet
El Archos 8 home tablet es un dispositivo que se asemeja a un marco de fotos digital, pero en realidad es un ordenador con sistema completo que viene con una pantalla táctil de 8" con una resolución de 800x600 píxeles.